# عظميات دانكل وأشباهها
عظميات دانكل وأشباهها (الاسم العلمي:†Dunkleosteoidea) هي فوق فصيلة منقرضة من الفقاريات تتبع رتيبة قصيرات الصدر من رتبة مفصليات الرقبة.

## التصنيف
- عظميات دانكل
  - عظمية دانكل